# مايك تراوت
مايك تراوت (مواليد 7 أغسطس 1991) هو لاعب كرة القاعدة أمريكي يلعب في نادي لوس أنجلوس آنجلز لأنهايم.